# Алексіс Аліджай
Алексіс Аліджай Лінч (нар. 19 лютого 1998 — пом. 1 січня 2020; більш відома під сценічним іменем Лексі Аліджай) — американська реперка із Сент-Пола, штат Міннесота.

## Життєпис
Алексіс Аліджай народилася 1998 року. Вона виросла у Сент-Полі, штат Міннесота у США. Її дід Роджер Траутман, а батько Роджер Траутман Лінч-молодший. Вона відвідувала старшу середню школу Комо-парку в районі озера Комо в Сент-Пол, де захопилась також баскетболом. Але потім зосередилася на музиці і перейшла до середньої школи творчих мистецтв у штаті Міннесота, перш ніж записатися на навчання до онлайн-школи. Зрештою, Лексі Аліджай відмовилася продовжувати навчатись музиці повний робочий день і почала більше займатись творчістю, співаючи популярні пісні, серед яких: «Try Me» від Dej Loaf, Thugz Mansion, 2Pac та «Girls Love Beyonce» від Drake.

## Кар'єра
Лексі Аліджай випустила свою першу мікст-стрічку, Super Sweet 16s, у 2016 році на святкуванні свого шістнадцятиріччя. Потім вона співпрацювала з Rocky Diamonds у розширеній виставі під назвою 3 дні. Друга мікст-стрічка, In The Meantime, була випущена через кілька місяців, потім її третя, feel∙less, у жовтні того ж року.
Наступного року вона та репер Шон Слоун співпрацювали на мікст-ропті під назвою «Same Struggle. Different Story». Аліджай потоваришувала з Келані влітку до виходу в світ дебютного комерційного Mixtape Kehlani, You Should Be Here, який посів 36-е місце на Billboard 200. «You Should Be Here» («Ви повинні бути тут») привернули увагу засобів масової інформації завдяки ліризму співачки, представленій на треку. Її наступний повнометражний проект «Joseph's Coat» був опублікований наприкінці 2015 року. В ньому представлені матеріали Елле Варнер У 2016 році вона виступала на музичному фестивалі Soundset Music і стала відомою для Playboi Carti, Lil Uzi Vert та Rich the Kid..
Співачка випустила ремікс «Exchange» Брайсона Тіллера та «Cold Hearted» Міка Мілла та Jay-Z, а також музичне відео на її ремікс на «Cold Hearted».
У 2017 році вона випустила ремікс «Redbone» від Дональда Гловера та Me, Myself & I" від Бейонсе. 8 вересня Лексі Аліджай випустила свій перший повнометражний студійний альбом Growing Pains, в якому висвітлювала такі теми, як відмова від школи та підтримка стосунків із матір'ю свого колишнього хлопця.

## Смерть
Лексі Аліджай померла 1 січня 2020 року на 22-у році свого життя. Причина смерті — отруєння фентанілом та алкоголем.